# Hethis
 (mai 2021).
Hethis est le lieu où la première abbaye est fondée par les Saxons, aujourd'hui dans un territoire qui correspond au Land de Basse-Saxe et la région de Westphalie. Elle est fondée quelques années après l'assujettissement et la christianisation des Saxons. L'abbaye n'existe que pendant quelques années et précède l'abbaye de Corvey à Höxter aujourd'hui. On ignore la localisation exacte de Hethis.

## Histoire
On attribue la fondation de l'abbaye à Hathumar, le premier évêque de Paderborn. Elle est une abbaye-fille de l'abbaye Saint-Pierre de Corbie et fondée en 815 à un endroit appelé "Hethis" et après quelques années, en septembre 822, les moines partent à Corvey. Le déménagement des moines de Hethis à Corvey en septembre 822 aurait pris plus d'une journée de voyage.

## Localisation
Il n'y a pas de certitude sur la location de l'abbaye de Hethis. Il y a deux hypothèses : la première affirme que Hethis était près de Neuhaus im Solling (aujourd'hui un quartier de Holzminden), la deuxième non loin des Externsteine, près de Horn-Bad Meinberg.
L'emplacement présumé près de Neuhaus im Solling est à une dizaine de kilomètres à vol d'oiseau de Corvey. On ne sait pas pourquoi les moines ne seraient arrivés à Corvey que le lendemain de leur départ. À Neuhaus, il y avait un étang ("Möncheteich") qui aurait appartenu à l'abbaye.
Pour Walter Matthes, qui l'explique dans son ouvrage Corvey und die Externsteine, Hethis aurait été près des Externsteine (à environ 40 km de Corvey), au nord.
Wilhelm Teudt argumente dans le même sens : la Hof Gierke à Oesterholz, au sud-ouest des Externsteine, est l'emplacement qu'on recherche de l'abbaye de Hethis.
Un autre endroit qui est associé à Hethis en raison de sa toponymie est Heiden, dans l'arrondissement de Lippe. Il y a des preuves d'une église inhabituellement grande là-bas au début du Moyen Âge, qui pourrait être à l'origine l'église abbatiale.

## Recherches archéologiques
Un projet de recherche conjoint de l'université de Göttingen et de la préservation des monuments archéologiques de l'arrondissement de Holzminden fouille en 1999 un site  près de la source de l'Ahle au sud de Neuhaus.
Sous la direction des archéologues Hans-Georg Stephan et Stefan Krabath, une superficie de 1 100 m2 est fouillée. Non loin de la surface, on tombe sur des fondations d'environ six mètres sur douze en grès rouge non transformé. Il n'a pas été possible de prouver si ces découvertes sont les restes de l'abbaye de Hethis.

## Source de la traduction
- (de) Cet article est partiellement ou en totalité issu de l’article de Wikipédia en allemand intitulé « Hethis » (voir la liste des auteurs).